# Squadra georgiana di Coppa Davis
La squadra georgiana di Coppa Davis rappresenta la Georgia nella Coppa Davis, ed è posta sotto l'egida della Federazione tennistica georgiana.
La squadra partecipa alla competizione dal 1994, dopo che il paese ottenne l'indipendenza dall'Unione Sovietica il 25 dicembre 1991. La squadra non ha mai fatto parte del Gruppo e attualmente (2019) è inclusa nel gruppo II della zona Euro-Africana.

## Organico 2019
Vengono di seguito illustrati i convocati per ogni singolo turno della Coppa Davis 2019. A sinistra dei nomi la nazione affrontata e il risultato finale. Fra parentesi accanto ai nomi, il ranking del giocatore nel momento della disputa degli incontri (la "d" indica che il ranking corrisponde alla specialità del doppio).
| Gruppo II - Playoff | Gruppo II - Playoff |
| Norvegia (1–3)      | Aleksandre Metreveli (695) George Tsivadze (933) Saba Purtseladze (1856) Nikoloz Davlianidze (1581 d) Aleksandre Bakshi (f.r.*) |
| ------------------- | --- |

* f.r. = Fuori Ranking

## Risultati
= Incontro del Gruppo Mondiale

### 2010-2019
| Anno | Turno                            | Data            | Sede                   | Avversario  | Punteggio | Esito     |
| ---- | -------------------------------- | --------------- | ---------------------- | ----------- | --------- | --------- |
| 2010 | Gruppo III, Round Robin          | 10 maggio       | Amarousio (GRC)        | Islanda     | 3–0       | Vittoria  |
| 2010 | Gruppo III, Round Robin          | 12 maggio       | Amarousio (GRC)        | Andorra     | 2–1       | Vittoria  |
| 2010 | Gruppo III, Round Robin          | 13 maggio       | Amarousio (GRC)        | Lussemburgo | 1–2       | Sconfitta |
| 2010 | Gruppo III, Round Robin          | 14 maggio       | Amarousio (GRC)        | Malta       | 2–1       | Vittoria  |
| 2010 | Gruppo III, Playoff 1º–4º Posto  | 15 maggio       | Amarousio (GRC)        | Grecia      | 1–2       | Sconfitta |
| 2011 | Gruppo III, Round Robin          | 11 maggio       | Skopje (MKD)           | Montenegro  | 0–3       | Sconfitta |
| 2011 | Gruppo III, Round Robin          | 12 maggio       | Skopje (MKD)           | Armenia     | 1–2       | Sconfitta |
| 2011 | Gruppo III, Playoff 9º–10º Posto | 14 maggio       | Skopje (MKD)           | Malta       | 3–0       | Vittoria  |
| 2012 | Gruppo III, Round Robin          | 3 maggio        | Sofia (BGR)            | Albania     | 3–0       | Vittoria  |
| 2012 | Gruppo III, Round Robin          | 4 maggio        | Sofia (BGR)            | Bulgaria    | 0–3       | Sconfitta |
| 2012 | Gruppo III, Playoff 5º–8º Posto  | 5 maggio        | Sofia (BGR)            | Armenia     | 3–0       | Vittoria  |
| 2013 | Gruppo III, Round Robin          | 22 maggio       | San Marino (SMR)       | Armenia     | 3–0       | Vittoria  |
| 2013 | Gruppo III, Round Robin          | 23 maggio       | San Marino (SMR)       | San Marino  | 3–0       | Vittoria  |
| 2013 | Gruppo III, Playoff 1º–4º Posto  | 25 maggio       | San Marino (SMR)       | Norvegia    | 0–2       | Sconfitta |
| 2014 | Gruppo III, Round Robin          | 7 maggio        | Seghedino (HUN)        | Montenegro  | 3–0       | Vittoria  |
| 2014 | Gruppo III, Round Robin          | 8 maggio        | Seghedino (HUN)        | Islanda     | 3–0       | Vittoria  |
| 2014 | Gruppo III, Playoff 1º–4º Posto  | 10 maggio       | Seghedino (HUN)        | Ungheria    | 0–2       | Sconfitta |
| 2015 | Gruppo III, Round Robin          | 15 luglio       | San Marino (SMR)       | Albania     | 3–0       | Vittoria  |
| 2015 | Gruppo III, Round Robin          | 16 luglio       | San Marino (SMR)       | Islanda     | 3–0       | Vittoria  |
| 2015 | Gruppo III, Round Robin          | 17 luglio       | San Marino (SMR)       | Malta       | 3–0       | Vittoria  |
| 2015 | Gruppo III, Playoff 1º–4º Posto  | 18 luglio       | San Marino (SMR)       | Estonia     | 2–0       | Vittoria  |
| 2016 | Gruppo II, 1º Turno              | 4-6 marzo       | Tbilisi (GEO)          | Danimarca   | 0–5       | Sconfitta |
| 2016 | Gruppo II, Playoff 1º Turno      | 15-17 luglio    | Tbilisi (GEO)          | Zimbabwe    | 3–2       | Vittoria  |
| 2017 | Gruppo II, 1º Turno              | 3-5 febbraio    | Tbilisi (GEO)          | Finlandia   | 3–2       | Vittoria  |
| 2017 | Gruppo II, 2º Turno              | 7-9 aprile      | Tbilisi (GEO)          | Lituania    | 2–3       | Sconfitta |
| 2018 | Gruppo II, 1º Turno              | 3-4 febbraio    | Marrakech (MAR)        | Marocco     | 1–3       | Sconfitta |
| 2018 | Gruppo II, Playoff               | 7-8 aprile      | Esch-sur-Alzette (LUX) | Lussemburgo | 0–5       | Sconfitta |
| 2019 | Gruppo II, Playoff               | 13-14 settembre | Oslo (NOR)             | Norvegia    | 1–3       | Sconfitta |

## Andamento
La seguente tabella riflette l'andamento della squadra dal 1990 ad oggi. Le colonne grigie indicano che la squadra non ha preso parte alla manifestazione in quegli anni, in quanto la squadra non esisteva.
| Pos.           | 90 | 91 | 92 | 93 | 94 | 95 | 96 | 97 | 98 | 99 | 00 | 01 | 02 | 03 | 04 | 05 | 06 | 07 | 08 | 09 | 10 | 11 | 12 | 13 | 14 | 15 | 16 | 17 | 18 | 19 |
| -------------- | -- | -- | -- | -- | -- | -- | -- | -- | -- | -- | -- | -- | -- | -- | -- | -- | -- | -- | -- | -- | -- | -- | -- | -- | -- | -- | -- | -- | -- | -- |
| Campione       |    |    |    |    |    |    |    |    |    |    |    |    |    |    |    |    |    |    |    |    |    |    |    |    |    |    |    |    |    |    |
| Finalista      |    |    |    |    |    |    |    |    |    |    |    |    |    |    |    |    |    |    |    |    |    |    |    |    |    |    |    |    |    |    |
| SF             |    |    |    |    |    |    |    |    |    |    |    |    |    |    |    |    |    |    |    |    |    |    |    |    |    |    |    |    |    |    |
| QF             |    |    |    |    |    |    |    |    |    |    |    |    |    |    |    |    |    |    |    |    |    |    |    |    |    |    |    |    |    |    |
| OF             |    |    |    |    |    |    |    |    |    |    |    |    |    |    |    |    |    |    |    |    |    |    |    |    |    |    |    |    |    |    |
| Qualificazioni | x  | x  | x  | x  | x  | x  | x  | x  | x  | x  | x  | x  | x  | x  | x  | x  | x  | x  | x  | x  | x  | x  | x  | x  | x  | x  | x  | x  | x  |    |
| Gruppo I       |    |    |    |    |    |    |    |    |    |    |    |    |    |    |    |    |    |    |    |    |    |    |    |    |    |    |    |    |    |    |
| Gruppo II      |    |    |    |    |    |    |    |    |    |    |    |    |    |    |    |    |    |    |    |    |    |    |    |    |    |    |    |    |    |    |
| Gruppo III     | x  | x  |    |    |    |    |    |    |    |    |    |    |    |    |    |    |    |    |    |    |    |    |    |    |    |    |    |    |    |    |
| Gruppo IV      | x  | x  | x  | x  | x  | x  | x  |    |    |    |    |    |    | x  |    |    |    |    |    |    | x  | x  | x  | x  | x  | x  | x  | x  | x  |    |

Legenda
- Campione: La squadra ha conquistato la Coppa Davis.
- Finalista: La squadra ha disputato e perso la finale.
- SF: La squadra è stata sconfitta in semifinale.
- QF: La squadra è stata sconfitta nei quarti di finale.
- OF: La squadra è stata sconfitta negli ottavi di finale (1º turno). Dal 2019 sostituito dal Round Robin.
- Qualificazioni: La squadra è stata sconfitta al turno di qualificazione. Istituito nel 2019.
- Gruppo I: La squadra ha partecipato al Gruppo I della propria zona di appartenenza.
- Gruppo II: La squadra ha partecipato al Gruppo II della propria zona di appartenenza.
- Gruppo III: La squadra ha partecipato al Gruppo III della propria zona di appartenenza.
- Gruppo IV: La squadra ha partecipato al Gruppo IV della propria zona di appartenenza.
- x: Ove presente, la x indica che in quel determinato anno, il Gruppo in questione non è esistito nella zona geografica di appartenenza della squadra.